# Gavin Edwards (basket-ball)
Gavin Edwards, né le 15 janvier 1988 à Gilbert, en Arizona, est un joueur américain naturalisé japonais de basket-ball, évoluant aux postes d'ailier fort et de pivot.